# Melalgus gonagrus
Melalgus gonagrus là một loài bọ cánh cứng trong họ Bostrichidae. Loài này được Fabricius miêu tả khoa học năm 1798.